# Smerillo
Smerillo là một đô thị ở tỉnh Ascoli Piceno ở vùng Marche, cách khoảng 70 km về phía nam của Ancona và khoảng 20 km về phía tây bắc của Ascoli Piceno. Đến thời điểm ngày 31 tháng 12 năm 2004, đô thị này có dân số là 414 người và diện tích là 11,3 km².
Smerillo giáp các đô thị: Amandola, Monte San Martino, Montefalcone Appennino.